# ۴۷۰ (پیش از میلاد)
۴۷۰ (پیش از میلاد) چهارصد و هفتادمین سال قبل از تقویم میلادی است.

## زادگان
- آسپاسیا، معشوقهٔ ملطی پریکلس
- مو تزو، فیلسوف چینی

## درگذشتگان
- پاوسانیاس، فرماندهٔ اسپارت در جنگ‌های ایران و یونان